# Immeuble Dugas
La maison, ou immeuble Dugas, est une maison située à Saint-Hippolyte-du-Fort et faisant l’objet d’une inscription au titre des monuments historiques en 1941.

## Description
Situé sur le Plan, il abrite la fondation du même nom ainsi que la bibliothèque Roure-Sarran.
À l'intérieur, deux cheminées monumentales sculptées complètent un décor original qu’aucune étude n'est pourtant venue éclairer.